# Уч-Кайнар
Уч-Кайнар (кирг. Үч-Кайнар) — село в Ак-Суйском районе Иссык-Кульской области Кыргызстана. Входит в состав Октябрьского аильного округа. Код СОАТЕ — 41702 205 832 04 0.

## Население
По данным переписи 2009 года, в селе проживало 790 человек.